# Jalance (kommunhuvudort)
Jalance är en kommunhuvudort i Spanien.   Den ligger i provinsen Província de València och regionen Valencia, i den östra delen av landet, 260 km sydost om huvudstaden Madrid. Jalance ligger 409 meter över havet och antalet invånare är 981.
Terrängen runt Jalance är huvudsakligen kuperad. Jalance ligger nere i en dal. Runt Jalance är det mycket glesbefolkat, med 7 invånare per kvadratkilometer. Närmaste större samhälle är Ayora, 15,7 km söder om Jalance. Omgivningarna runt Jalance är i huvudsak ett öppet busklandskap.